# 日産・デイズルークス
デイズ ルークス（DAYZ ROOX）は、日産自動車から販売されていた軽トールワゴン（軽スーパーハイトワゴン）である。NMKVが開発、三菱自動車工業が製造していた。設計から製造まで全て三菱が行っている。

## 概要
2013年6月6日に発表されたデイズシリーズの第二弾のハイトワゴンモデルであり、同年3月31日に販売終了した先代車種ルークスの2代目でもあるこのモデルは、同年3月25日に車名を、先代車種の「ルークス」の名を残した「デイズルークス」とすることが発表された。さらに同年10月3日にはエクステリアデザインが公開された。そして2014年2月13日に公式発表され、同日より販売を開始した。
このモデルは、デイズ同様、日産と三菱の合弁会社NMKVが日産と三菱両社向けに、デザインなどの両社の強みを生かして商品企画と開発を行ったものであり、三菱ではeKスペースとして同日より販売を開始した。
デイズに比べて全高が155mm高いスーパーハイトワゴンタイプで、先代車種のルークスよりも全高が30-40mm高く、ホイールベースも30mm拡大されており、室内高は27インチ自転車も積載可能な1,400mmを実現している。デイズにも採用されているアラウンドビューモニター、タッチパネル式オートエアコン、スーパーUVカット断熱グリーンガラス（フロントドア）を採用したほか、スライドドアにはインテリジェントキーを身に着けていれば両手がふさがっていてもドアに備わっているボタンを押すだけで開けられるリモコンオートスライドドアも採用した。その為、子育て中のファミリー層向けとしてでなく、子育てを終えたファミリー層がエルグランド等のミニバンやエクストレイル等のSUV、ステージア等のステーションワゴンからの乗り換えるユーザーもターゲットにしていた。
なお、取扱説明書などに記載される日産における社内型式は「BA0」であるが、実際の型式は三菱における「B21A」（eKスペースはB11A）で、デイズ同様製造事業者の名義も「三菱自動車工業株式会社」である。

## メカニズム
エンジンにはデイズと同じく3B20型（「ハイウェイスター ターボ」は同型のインタークーラーターボエンジン）をトランスミッションにはエクストロニックCVT（eKスペースでのINVECS-III CVTに相当）を搭載する。
さらに、NA車には約9km/h以下の段階から自動でエンジンを停止させ、ガソリンの消費を抑えるアイドリングストップシステム（eKスペースでのコーストストップ機能付「オートストップ&ゴー（AS&G）」に相当）を搭載。さらに、減速時のエネルギーを利用して高出力のオルタネーターを回転させて発電し、効率よくニッケル水素電池に充電。充電した電力を電装品に供給することでガソリンの節約につなげるバッテリーアシストシステム（eKスペースでの「アシストバッテリー」に相当）も搭載された。このシステムには、パナソニックの「12V エネルギー回生システム」が採用されている。
NA車は日産が展開するエンジン進化型エコカー「PURE DRIVE（ピュアドライブ）」の車種となっていた為、リア右下に「PURE DRIVE」エンブレムが装着されていたが、2016年12月改良型では「PURE DRIVE」の車種から外れたため、装着されていない。

## デザイン
エクステリアはデイズとやや異なるデザインとなっており、標準モデルはラジエーターグリルに高品質感があるメッキバーを備え、下端のメッキバーがヘッドランプとつながることでフロントマスクをワイドに見せ、先代のルークス ハイウェイスターに近いような顔立ちに。ハイウェイスターは安定感とエアロ感を表現するマッシブなバンパーデザインやエアロパーツを採用。メッキフロントグリルは大型化並びにクロームメッキ化され、2本目のバーをやや太めにしてヘッドランプと融合させることでワイド感を表現し、バイキセノンヘッドランプやメッキバーに沿ってレイアウトされたLEDポジショニングランプも備えており、高級ミニバンのエルグランドに近いような、個性的で厚みのある顔立ちになっている。いずれもクリアレンズを採用したリアコンビネーションランプ（ハイウェイスターはLED式）が装着されるが、eKスペースの標準車にはカラードテールランプが装着される。また、側面のスライドドア後部でキックアップされたウエストラインは、C25型セレナから始まったシュプールラインの考え方を適用したものである。これらは、共同開発車のeKスペースと共通性のあるデザインである。さらに、デイズ同様、オーテックジャパンの手によるカスタムカー「ライダー」も設定されており、フロントフェイスを専用デザインに変更し、15インチアルミホイールを採用することで、迫力のあるスタイルとなっている。
2016年12月のマイナーチェンジではフロントフェイスが刷新され、ラジエーターグリルのメッキバーを細くし、Vモーションをモチーフとしたワイドデザインのフロントグリルに。ハイウェイスターはC27型セレナやE12・2016年11月改良型ノートにも採用されているVモーショングリルと大開口バンパーを組み合わせたデザインのフロントグリルとなり、eKスペースと完全にデザインが差別化された。「ライダー」もフロントグリルやバンパーのデザインを変更し、新たにLEDバンパーイルミネーションやフォグランプを組み込んだ。マイナーチェンジに合わせて追加した「ボレロ」は、フロントグリルを大小の粒のドットデザインに変更してメッキ加飾を施し、フロントバンパーにメッキ加飾のフィニッシャーを追加。ベースの「X」ではメーカーオプションでも設定されないアルミホイールは専用デザインで標準装備されている。

## eKスペースとの相違点
構成はeKスペースと同様で、eKスペースに相当するノーマルタイプは「デイズ ルークス（DAYZ ROOX）」、eKスペース カスタムに相当するスポーティータイプは「デイズ ルークス ハイウェイスター（DAYZ ROOX Highway STAR）」となる。なお、デイズと3代目eKの場合同様、グレード体系・外観・装備内容が大きく異なる。
グレード体系は2018年5月時点で、「デイズ ルークス」は「S」と「X」の2グレード。「デイズ ルークス ハイウェイスター」は「ハイウェイスターX」・「ハイウェイスターXターボ」・「ハイウェイスターGターボ」の3グレードの計5グレードを設定する。なお、「ハイウェイスターX」には、6スピーカー、両側リモコンオートスライドドア、15インチアルミホイールを装備した「Gパッケージ」も設定される。また、前述のとおり、オーテックジャパン扱いのカスタムカー「ボレロ」や「ライダー」も用意。「ボレロ」は「X」、「ライダー」はハイウェイスター全車がベースとなっている。
また、装備内容に関しても細かな違いがある（以下は2018年5月改良モデルでの内容となる）。
- アラウンドビューモニターと自動防眩式ルームミラーは「S」を除く全車に標準装備（eKスペースでは、アラウンドビューモニターはマルチアラウンドモニター(バードアイビュー機能付)に置き換わる。マルチアラウンドモニター(バードアイビュー機能付)とルームミラー(自動防眩機能付)は「G Safety Package」・「T Safety Package」・「カスタムG Safety Package」・「カスタムT Safety Package」のみ標準装備）
- 「S」はスーパーUVカットグリーンガラス（フロント）、UVカット断熱グリーンガラス（フロントドア・フロントクォーター）を標準装備（eKスペースは全車にデイズルークスでのIRカット&スーパーUVカットグリーンガラス(フロント)、IRカット&スーパーUVカット断熱グリーンガラス(フロントドア・フロントクォーター)に相当するIRカット/UVカットガラス(フロント)、IRカット/99%UVカットガラス(フロントドア・フロントクォーター)を標準装備）
- 「ハイウェイスターX Gパッケージ」と「ハイウェイスターGターボ」にはステアリングスイッチと6スピーカーを標準装備（eKスペースはカスタム全車にステアリングスイッチ・リアスピーカー・ツイーターの3点をメーカーセットオプション設定のほか、全車にステアリングスイッチなしで、ディーラーオプションによる6スピーカー装着も可能）
- 「S」は助手席シートバックテーブル（買い物フック付）非装備（eKスペースは全車標準装備）
- ハイウェイスターはエボニー内装に加え、メーカーオプションでブラウン内装の「プレミアムグラデーションインテリア」の設定が可能だが、「S」・「X」はアイボリー内装のみの設定となる（eKスペースは標準モデルにおいてカスタムに準じたブラック内装の選択が可能であるが、カスタムは「プレミアムグラデーションインテリア」に相当するブラウン内装の設定が無い）
- 両側リモコンオートスライドドアは「ハイウェイスターGターボ」に加え、「ハイウェイスターX Gパッケージ」にも装備（eKスペースはカスタム「T」のみ標準装備[8]）
- アルミホイールはハイウェイスターのみ標準装備、「S」・「X」はディーラーオプションであるエスティーロアルミホイールの選択でしか装着不可（eKスペースはカスタム全車に標準装備だが、標準モデルの「T Safety Package」にも標準装備、「G Safety Package」はメーカーオプション設定されている）

ボディカラーは全14色（うち、「S」・「X」専用色3色、ハイウェイスター専用色2色、共通オプションカラー4色）が用意されている。eKスペースでは未設定となるプレミアムサンシャインオレンジ4コートメタリック、レモンライム（「S」・「X」専用色）が設定されているほか、オーシャンブルーパール（ハイウェイスター専用色）とスパークリングレッドメタリックも設定されている（eKスペースカスタムではライトニングブルーマイカとレッドメタリックに相当するが、いずれも2トーンカラーのみの設定で単色カラーの設定が無い）。さらに、ピンクゴールドメタリックはハイウェイスターでも、プレミアムパープルパール（オプションカラー）は「S」・「X」でも設定可能である（eKスペースではアンティークゴールドメタリック、パープリッシュネイビーパールに相当するが、アンティークゴールドメタリックはeKスペース専用色、パープリッシュネイビーパールはeKスペースカスタム専用色）。スカーレットメタリックはハイウェイスター専用色である（eKスペースではポピーレッドメタリックに相当するが標準モデル専用色）。また、チタニウムグレーメタリック、クールシルバーメタリック、ホワイトパール3コートパールを除いて、カラーラインナップはeKスペースと同一ながら、名称が異なる（例：ショコラブラウンパール→モカブラウンパール）。
2トーンカラーに関しては、ハイウェイスター・「ライダー」専用色のスパークリングレッドメタリック/ブラックパール 2トーン（eKスペースでのカスタム専用色レッドメタリック/ブラックマイカ相当）以外はeKスペースと異なるカラーバリエーションとなっており、エアグレーパールメタリック/レモンライム 2トーン（ハイウェイスター専用色）とアイスブルーチタニウムメタリック/ホワイト 2トーン（「S」・「X」専用色）が設定される。さらに、カスタムカー専用の2トーンカラーも設けられており、「ボレロ」にはアッシュブラウンメタリック/ピンクゴールドメタリック 2トーン、ホワイトパール3コートパール/ピンクゴールドメタリック 2トーン、プレミアムオリーブメタリック/アッシュブラウンメタリック 2トーンの3色、「ライダー」にはホワイトパール3コートパール/ブラックパール 2トーン（eKスペースでのカスタム専用色ホワイトパール/ブラックマイカ相当）、ブラックパール/スターリングシルバーメタリック 2トーン、オーシャンブルーパール/ブラックパール 2トーン（eKスペースでのカスタム専用色ライトニングブルーマイカ/ブラックマイカ相当）の3色が設定されている。

## 年表
- 2013年3月25日 - デイズのティザーサイト上に、シリーズ第二弾でありルークスの後継車種となるハイトワゴンの車名が「デイズルークス」であることが公式発表された。同時にデザインスケッチも公表された。
- 2013年3月31日 - 先代のルークスが販売終了。
- 2013年10月3日 - ティザーサイト開設と同時にエクステリアデザインを公表。
- 2013年11月8日 - 先行予約を開始。
- 2014年2月13日 - 発表、同日より販売を開始。月販目標は5,000台（eKスペースは2,500台）。
- 2014年3月13日 - 発売開始から1ヶ月間の受注台数が月販目標の5.6倍にあたる28,000台に達したことを発表[9]。
- 2014年7月3日 - オーテックジャパン扱いの「ライダー ブラックライン」、及び、福祉車両「ライフケアビークル」の新ラインナップとなる「アンシャンテ 助手席スライドアップシート」を発表（「アンシャンテ 助手席スライドアップシート」は同日より販売開始、「ライダー ブラックライン」は8月1日販売開始）[10]。
  - 「ライダー ブラックライン」は「ライダー」の特別装備内容に加えて、「ライダー」ではオプション設定となっている専用LEDデイタイムランニングライトを追加で特別装備したほか、フロントグリルとバックドアモールをダーククロムに、フロントバンパーをダークメタリックペイント、ダークモール付仕様に、専用エンブレムをダークにそれぞれ変更した。
  - 「アンシャンテ 助手席スライドアップシート」は助手席が車両の外側に回転・乗降することで乗り降りを容易にしている。
- 2014年12月4日 - 特別仕様車「X Vセレクション+Safety II」・「ハイウェイスターX Vセレクション+Safety II」を発売[11]。
  - 「X」・「ハイウェイスターX」をベースに、エマージェンシーブレーキ[12]、踏み間違い衝突防止アシスト、VDCを特別装備。さらに、「X Vセレクション+Safety II」にはSRSサイドエアバッグシステムも特別装備した。
  - 併せて、「S」・「ハイウェイスターS」・「ハイウェイスターX Gパッケージ」・「ハイウェイスターターボ」には、エマージェンシーブレーキと踏み間違い衝突防止アシストのセットオプションを新たに設定した。
- 2015年4月23日 - 一部改良[13]。
  - これまでメーカーオプション設定だったエマージェンシーブレーキ、踏み間違い衝突防止アシスト及び、グレード別設定（メーカーオプション又は標準装備）だったSRSサイドバッグシステム、VDCを全車標準装備化（「S」は新たにエマージェンシーブレーキレスオプションの設定を追加）。パワートレインにも改良を施し、エンジンやトランスミッションのチューニングを最適化し、アイドリングストップ機能を「ハイウェイスター ターボ」にも搭載したことでほとんどのグレードで燃費を向上。これにより、NA・2WD車は「平成32年度燃費基準+10%」、「ハイウェイスター ターボ」の2WD車は「平成32年度燃費基準」、「ハイウェイスター ターボ」の4WD車は「平成27年度燃費基準+10%」をそれぞれ達成した。ボディカラーは「アゼリアピンクメタリック」を「S」・「X」専用色に移行する代わりに、「ピンクゴールドメタリック」をハイウェイスター系にも設定できるようにし、ハイウェイスター専用色の「スパークリングレッドメタリック」と「チタニウムグレーメタリック」を新たに設定。さらに、ルーフとボディの色が異なる2トーンカラーも新たに設定した。内装では全席のシート生地に撥水加工を施した。
- 2015年12月3日 - 特別仕様車「Vセレクション」を発売[14]。
  - 「X」・「ハイウェイスターX」をベースに、共通で両側リモコンオートスライドドア、アルミホイール（「X Vセレクション」は14インチ、「ハイウェイスターX Vセレクション」は15インチ）、本革巻ステアリング（「ハイウェイスターX Vセレクション」はピアノ調加飾付）を標準装備、スーパーUVカットグリーンガラス（フロント・フロントドア・フロントクォーター）にはIR（赤外線）カット機能を追加したほか、本仕様車限定のエボニーインテリアを採用した。さらに、「X Vセレクション」にはパワーウィンドウスイッチベースにシルバーフィニッシャーを、インサイドドアハンドルにメッキをそれぞれ採用。「ハイウェイスターX Vセレクション」にはパワーウィンドウスイッチベースにピアノ調フィニッシャー（シルバー加飾付）を採用した。ボディカラーはカタロググレードのラインナップに加え、「Vセレクション」限定色として2トーンカラー専用の「オーシャンブルーパール[15]（「X Vセレクション」は「ホワイトパール3コートパール」との組み合わせ、「ハイウェイスターX Vセレクション」は「ブラックパール」との組み合わせ）」を特別設定色として設定した。
- 2016年4月20日 - 三菱自動車燃費不正の対象車となり販売中止。販売の再開の有無や再開時期については現時点で未定とされた[16][17][18][19]。
- 2016年6月21日 - 国土交通省による再確認結果が公表。燃費が再測定車種最大で16%乖離していたこと、排ガス値や保安基準などは国の基準を満たしていたことが明らかになった。国交省は、三菱自動車に対し、燃費の修正指示を指示。ekシリーズ全車種の型式指定の取り消しは行われないことになった[20][21]。それを受けて、三菱自動車は燃費の修正を行った[22]。
  - 現行仕様である2015年4月の一部改良モデルにおいては、2WD車（NA・ターボ問わず）の全グレードが「平成27年度燃費基準+5%」達成、NA・4WD車の全グレードが「平成27年度燃費基準」達成、「ハイウェイスターターボ」の4WD車は平成27年度燃費基準未達成にそれぞれ修正された。
- 2016年7月4日 - NMKV開発の他車種と同様、注文受付及び生産・販売を順次再開[23]。
- 2016年12月21日 - マイナーチェンジ[24]。
  - フロントデザインを刷新したほか、ボディカラーは「アゼリアピンクメタリック（「S」・「X」専用色）」、「シルキーローズメタリック」を廃止する替わりに、全グレードで設定可能な「プレミアムサンシャインオレンジ4コートメタリック（オプションカラー）」、「S」・「X」専用色の「ブロッサムピンクメタリック」・「アイスブルーチタニウムメタリック」・「レモンライム」、ハイウェイスター専用色の「オーシャンブルーパール」・「スカーレットメタリック」の計6色を追加。さらに、従来はハイウェイスター専用色だった「スパークリングレッドメタリック」を「S」・「X」にも拡大設定した。2トーンカラーは共通カラーとなる「エアグレーパールメタリック/レモンライム2トーン」を追加するとともに、「S」・「X」は「シルキーローズメタリック/ホワイトパール3コートパール 2トーン」を「ブロッサムピンクメタリック/ホワイトパール3コートパール2トーン」に入れ替え、「モカブラウンパール/ホワイトパール3コートパール 2トーン」を廃止（eKスペースでは継続設定）する替わりに、2015年12月発売の「X Vセレクション」専用色だった「オーシャンブルーパール/ホワイトパール3コートパール2トーン」を追加。ハイウェイスターは「エアグレーパールメタリック/プレミアムサンシャインオレンジ4コートメタリック2トーン」を追加し、標準モデルは3色、ハイウェイスターは4色にそれぞれ拡大した。内装はハイウェイスターにダイヤキルティングパターンのグラデーショングロスと合皮のコンビシートを採用し、ブラウンカラーとした「プレミアムグラデーションインテリア」をオプション設定した。
  - ハイウェイスターのグレード体系が一部変更され、廉価グレードの「ハイウェイスターS」を廃止。従来は「ハイウェイスターターボ（Gターボに相当）」のみだったターボ車が「ハイウェイスターXターボ」と「ハイウェイスターGターボ」の2グレードに細分化された。
  - 装備面では既にデイズで採用済みのハイビームアシストをハイウェイスター全車に標準装備するとともに、「ハイウェイスターGターボ」にはクルーズコントロールを標準装備。また、「S」を除く全車には、リアシーリングファンに軽自動車で初採用となる「ナノイー」を搭載、セーレンが開発した「イノドールクイック瞬感消臭」を採用したスピード消臭シートをはじめ、遮熱ルーフ、IR（赤外線）カットガラスを標準装備し、運転席ヒーター付シート&PTC素子ヒーター&リアヒーターダクトを4WD車に標準装備、2WD車にメーカーオプション設定した。
  - 同時に、オーテックジャパン扱いの「ライダー」、「助手席回転シート」、「助手席スライドアップシート」もマイナーチェンジ。ベース車同様にハイビームアシストを標準装備したほか、「ライダー」は外観を変更した。ボディカラーはモノトーンは「モカブラウンパール（オプションカラー）」と「クールシルバーメタリック」を廃止する替わりに、「オーシャンブルーパール」、「チタニウムグレーメタリック」、「スパークリングレッドメタリック」の3色を加えて5色に、2トーンカラーは「ライダー」専用設定となる「ブラックパール/クールシルバーメタリック2トーン」を加えて2種にそれぞれ拡大した。内装は黒基調にパープルの糸を織り込んだ格子柄の専用シート地を新採用し、運転席ヒーター付シートヒーター&PTC素子ヒーター&リヤヒーターダクトをベースグレードに標準装備されている4WD車に加え、2WD車にも標準装備した。
  - 併せて、マーチやデイズにも設定されている「ボレロ」を新設定した。「X」をベースに専用デザインを採用しており、ボディカラーは「ボレロ」専用設定の2トーンカラー2色を含む13色を設定した。内装はブラックとマルサラレッドでコーディネートされたレザー調シートを採用するとともに、運転席・助手席バニティミラーや、「ライダー」同様に運転席ヒーター付シートヒーター&PTC素子ヒーター&リヤヒーターダクトをベースグレードに標準装備されている4WD車に加え、2WD車にも標準装備した。
- 2017年4月25日 - 2015年12月に発売された特別仕様車「X Vセレクション」、「ハイウェイスターX Vセレクション」を新仕様で再発売[25]。
  - 2015年4月改良型がベースとなる従来モデルからの変更点として、「X Vセレクション」はパワーウィンドウスイッチベースをシルバー加飾付のピアノ調に変更。「ハイウェイスターX Vセレクション」は内装色をベースグレードではオプション設定となる「プレミアムグラデーションインテリア（ブラウン）」に変更した。ボディカラーは、新色として「X Vセレクション」には「エアグレーパールメタリック/ブロッサムピンクメタリック 2トーン」を、「ハイウェイスターX Vセレクション」には「ブラックパール/ピンクゴールドメタリック 2トーン」を特別設定した。同時に、ベースグレードにおいてボディカラーの「オーシャンブルーパール/ホワイトパール3コートパール 2トーン」と「ハイウェイスターX」に設定されていた「ホワイトパール3コートパール/ブラックパール 2トーン」が廃止された（ただし、「ホワイトパール3コートパール/ブラックパール 2トーン」は「ライダー」専用色として引き続き設定されている）。
- 2018年5月28日 - デイズと共に一部改良[26]。
  - 既搭載の「エマージェンシーブレーキ」を「インテリジェント エマージェンシーブレーキ」に改め、レーザーレーダー方式からカメラ方式に変更されたことで、対車両の車速域を80km/hまでに拡大、対歩行者検知を追加する性能向上がされたほか、「踏み間違い衝突防止アシスト」もレーダー方式からソナー+カメラ方式に変更されたことで、後退時及び軽自動車で初めてとなる前方歩行者検知機能及び、低速衝突軽減ブレーキ機能が追加された。また、ハイウェイスターはLDW（車線逸脱警報）が新たに標準装備された。
  - ボディカラーはモノトーンは茶系の「モカブラウンパール（オプションカラー）」を「アッシュブラウンメタリック（オプションカラー）」に、銀系の「クールシルバーメタリック」を「スターリングシルバーメタリック」にそれぞれ入れ替え、ハイウェイスター専用色の「スカーレットメタリック」を廃止する替わりに、新たな全グレード共通カラーとなる「プレミアムオリーブメタリック（オプションカラー）」が追加された。2トーンカラーは「エアグレーパールメタリック/レモンライム 2トーン」をハイウェイスター専用色へ移行、「S」・「X」は「ブロッサムピンクメタリック/ホワイトパール3コートパール 2トーン」を「アイスブルーチタニウムメタリック/ホワイト 2トーン」に入れ替え、ハイウェイスター専用色の「エアグレーパールメタリック/プレミアムサンシャインオレンジ4コートメタリック 2トーン」は廃止された。また、「プレミアムオリーブメタリック」のボディにホワイトルーフと「アッシュブラウンメタリック」のドアミラーを組み合わせた3トーンカラーが、新たに全グレードに設定された。
  - なお、オーテックジャパン扱いの「ボレロ」、「ライダー」、「助手席回転シート」、「助手席スライドアップシート」もベース車に準じた一部改良が行われ、「ボレロ」と「ライダー」はカタロググレードに合わせてボディカラーが変更となり、「ボレロ」は専用色の「モカブラウンパール/ピンクゴールドメタリック 2トーン」を「アッシュブラウンメタリック/ピンクゴールドメタリック 2トーン」に入れ替え、「プレミアムオリーブメタリック/アッシュブラウンメタリック 2トーン」を加えて3色に、「ライダー」は専用色の「ブラックパール/クールシルバーメタリック 2トーン」を「ブラックパール/スターリングシルバーメタリック 2トーン」に入れ替え、「オーシャンブルーパール」と「スパークリングレッドメタリック」は「ブラックパール」との2トーンに変更された。
- 2020年2月25日 - 3代目ルークスの公式発表（同年3月19日販売開始）[27]、及び生産開始に伴ってデイズルークスの生産を終了。以後、流通在庫のみの販売となる。
- 2020年3月18日 - 3代目ルークスと入れ替わる形で販売終了。

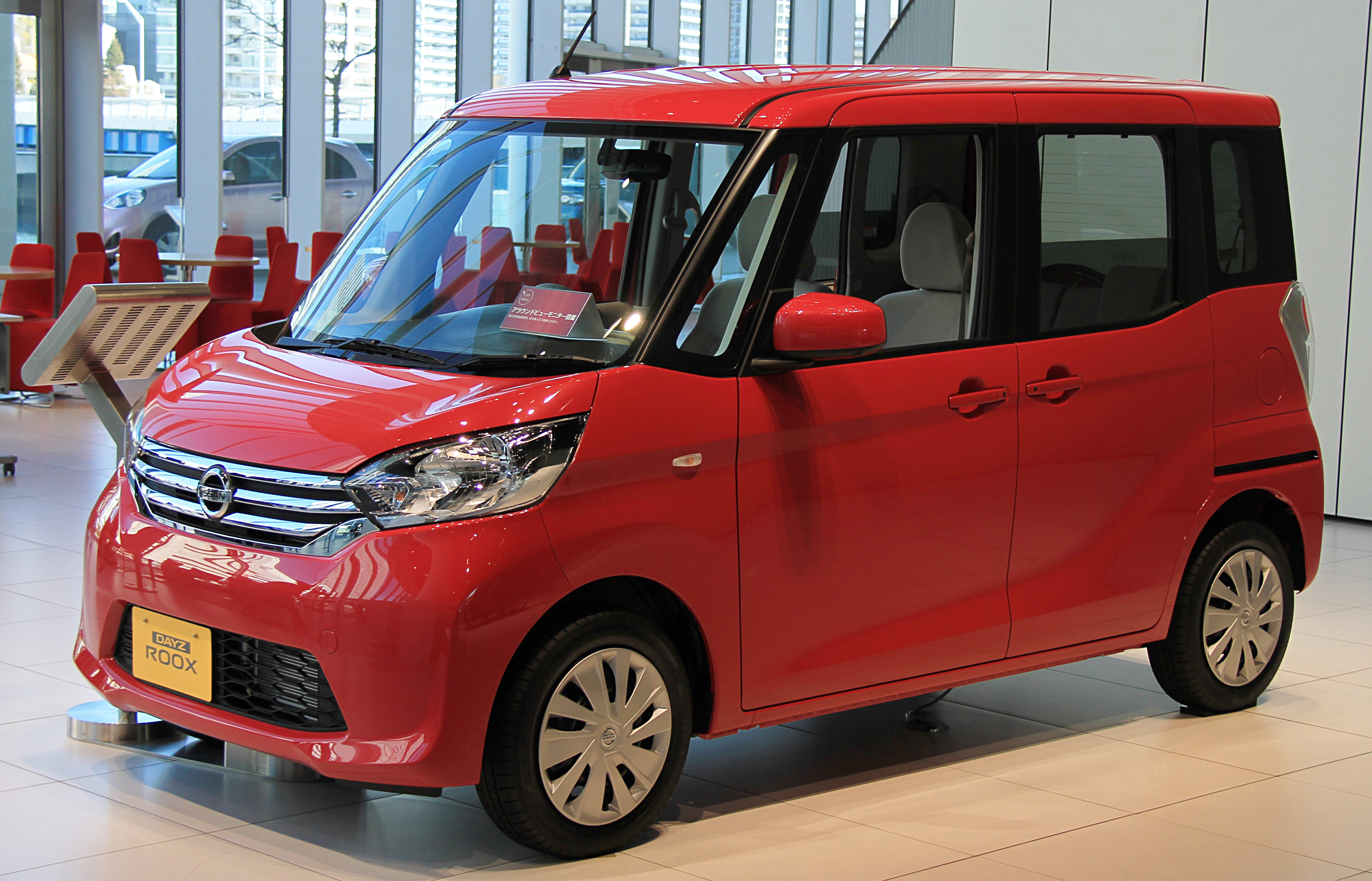
2014年2月販売型 X
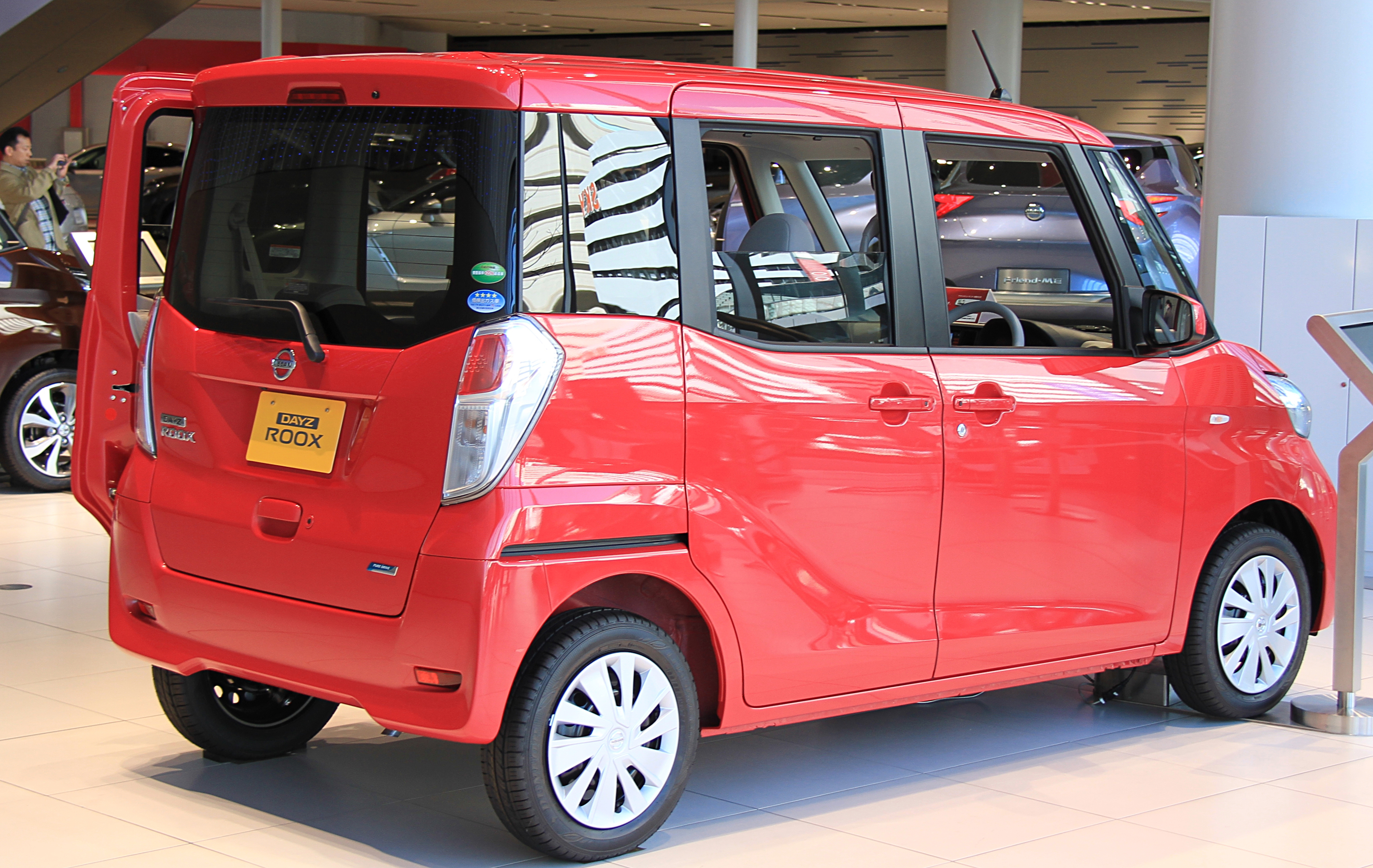
2014年2月販売型 X リヤ
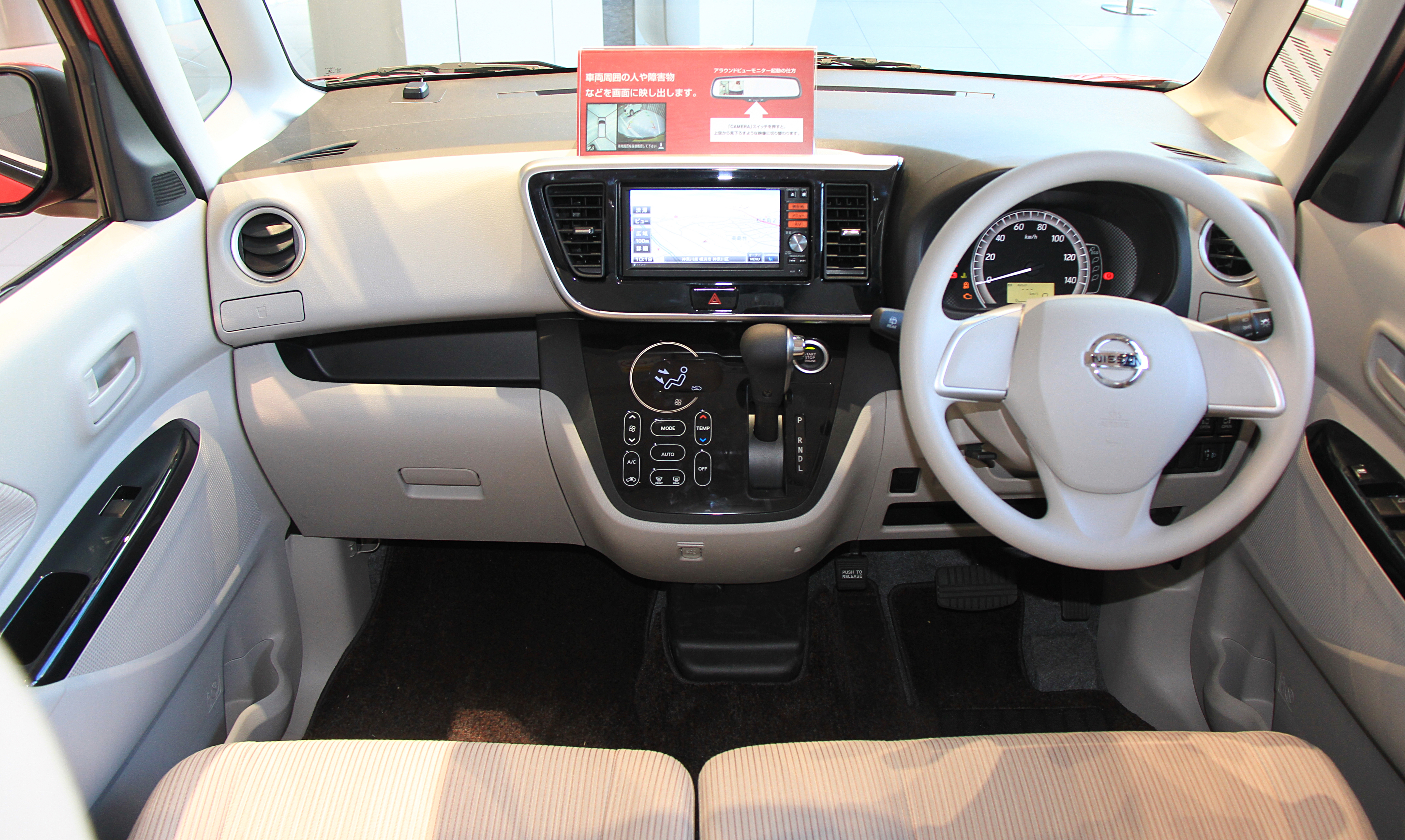
2014年2月販売型 X 室内
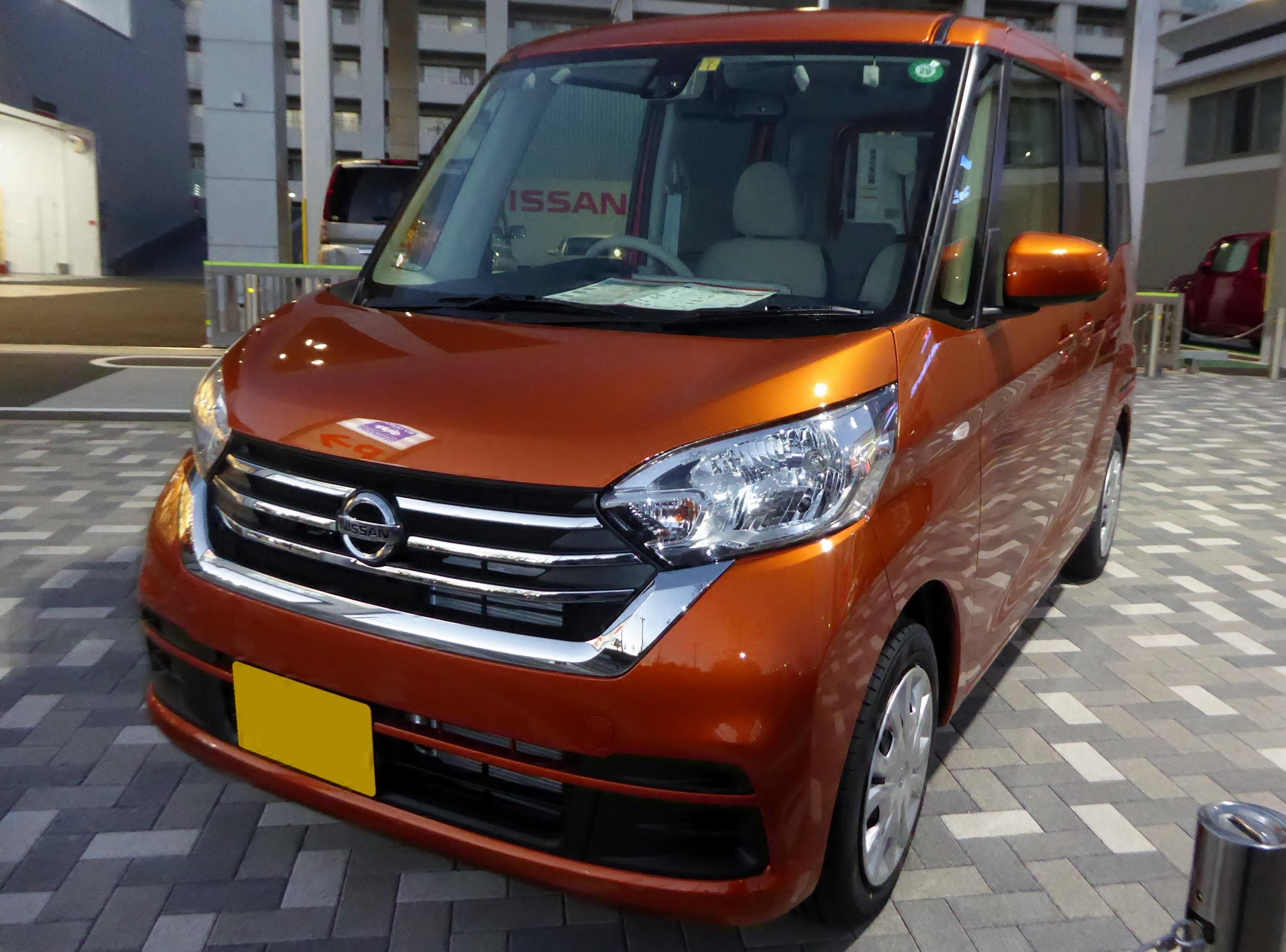
2016年12月改良型 X
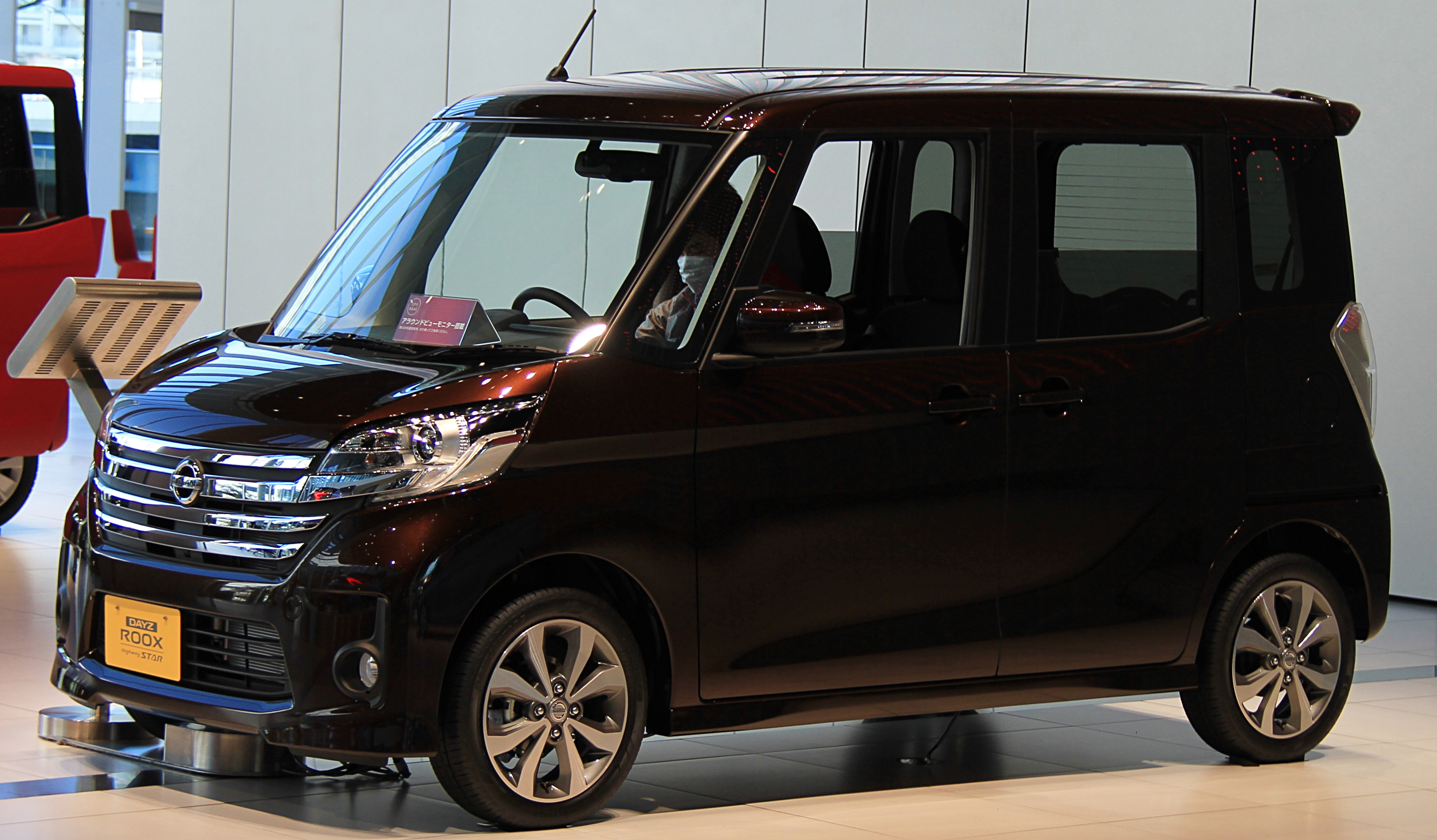
2014年2月販売型 ハイウェイスター X Gパッケージ
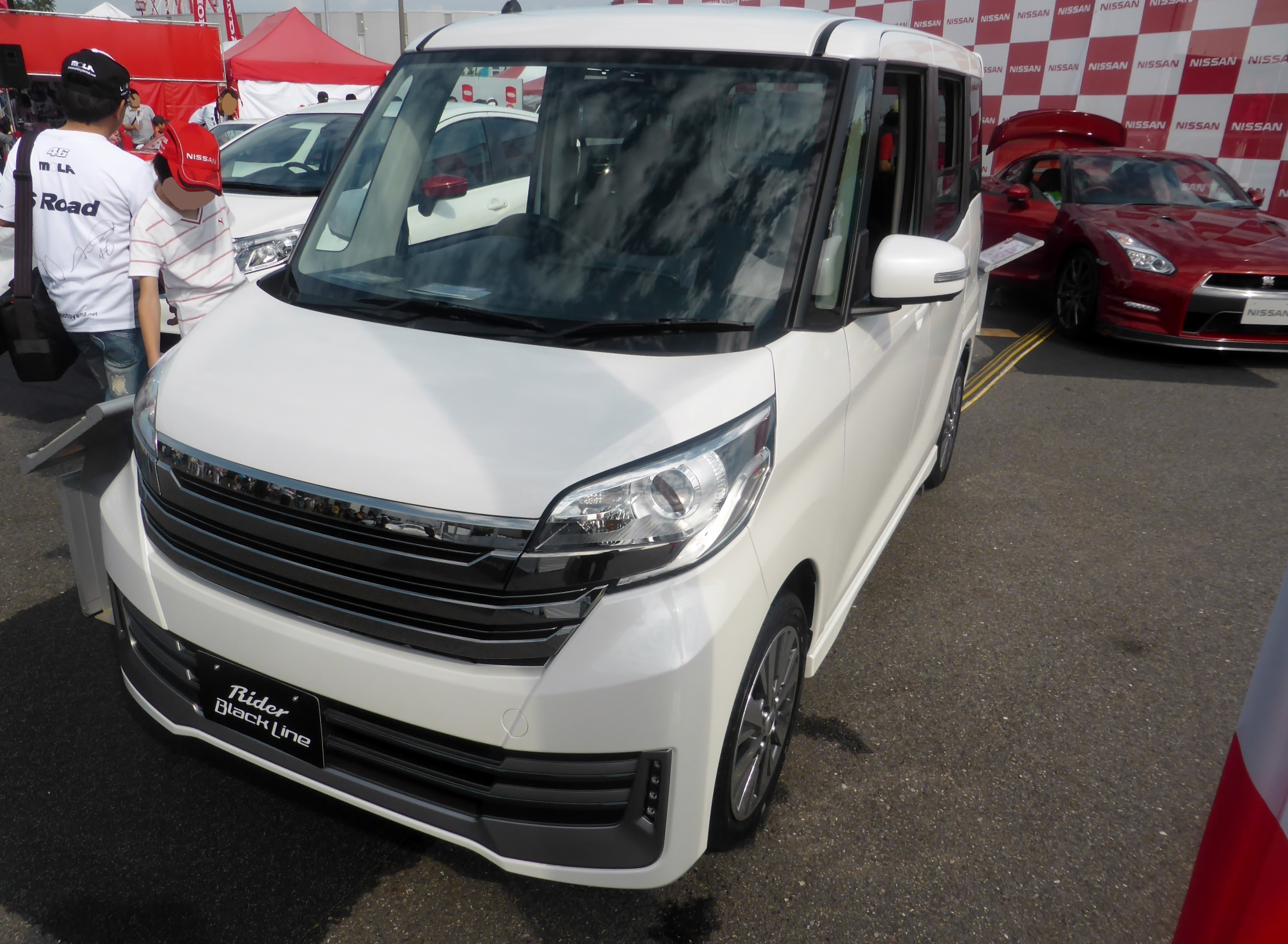
2014年2月販売型 ライダーブラックライン
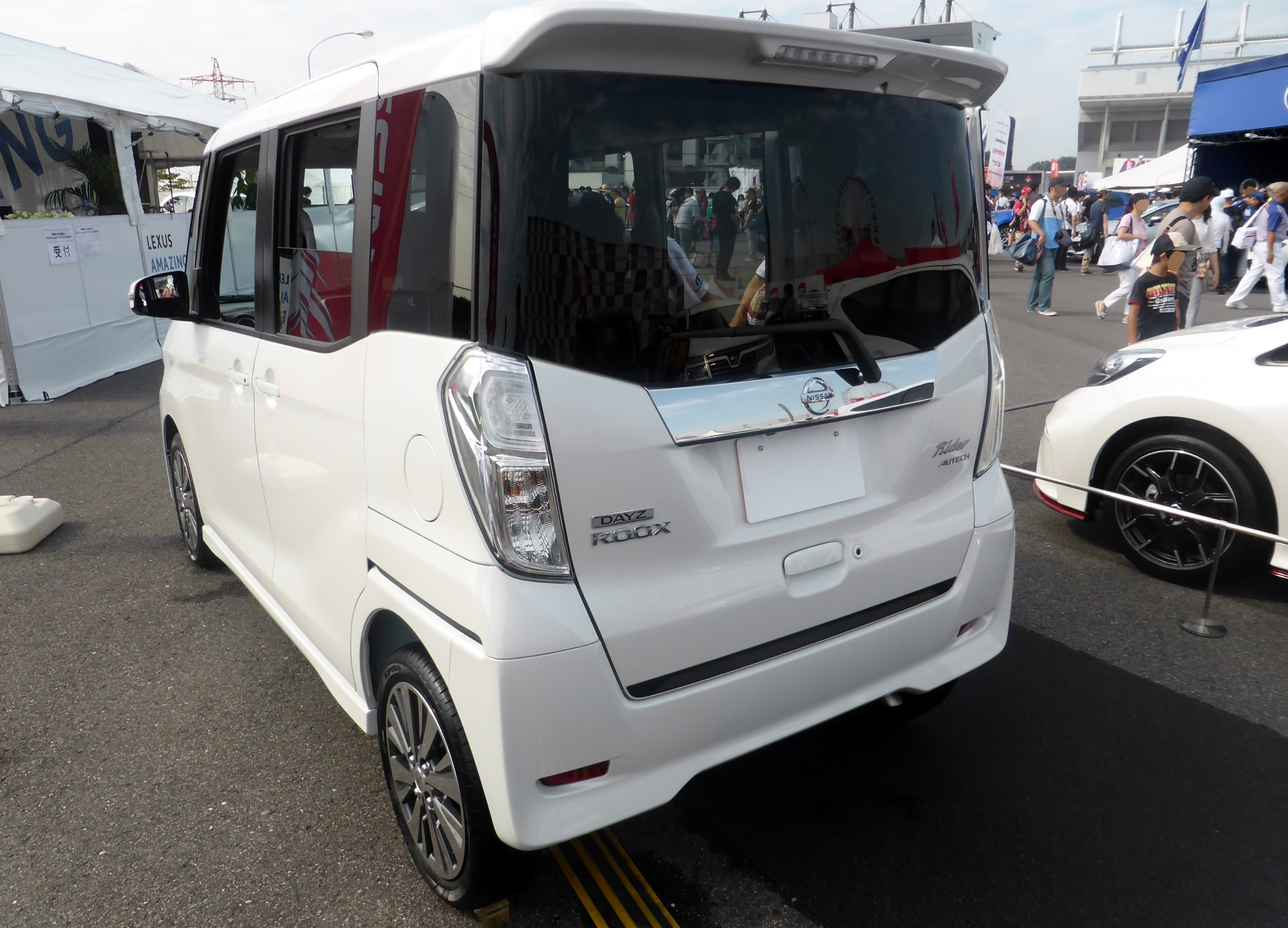
2014年2月販売型 ライダーブラックライン リヤ
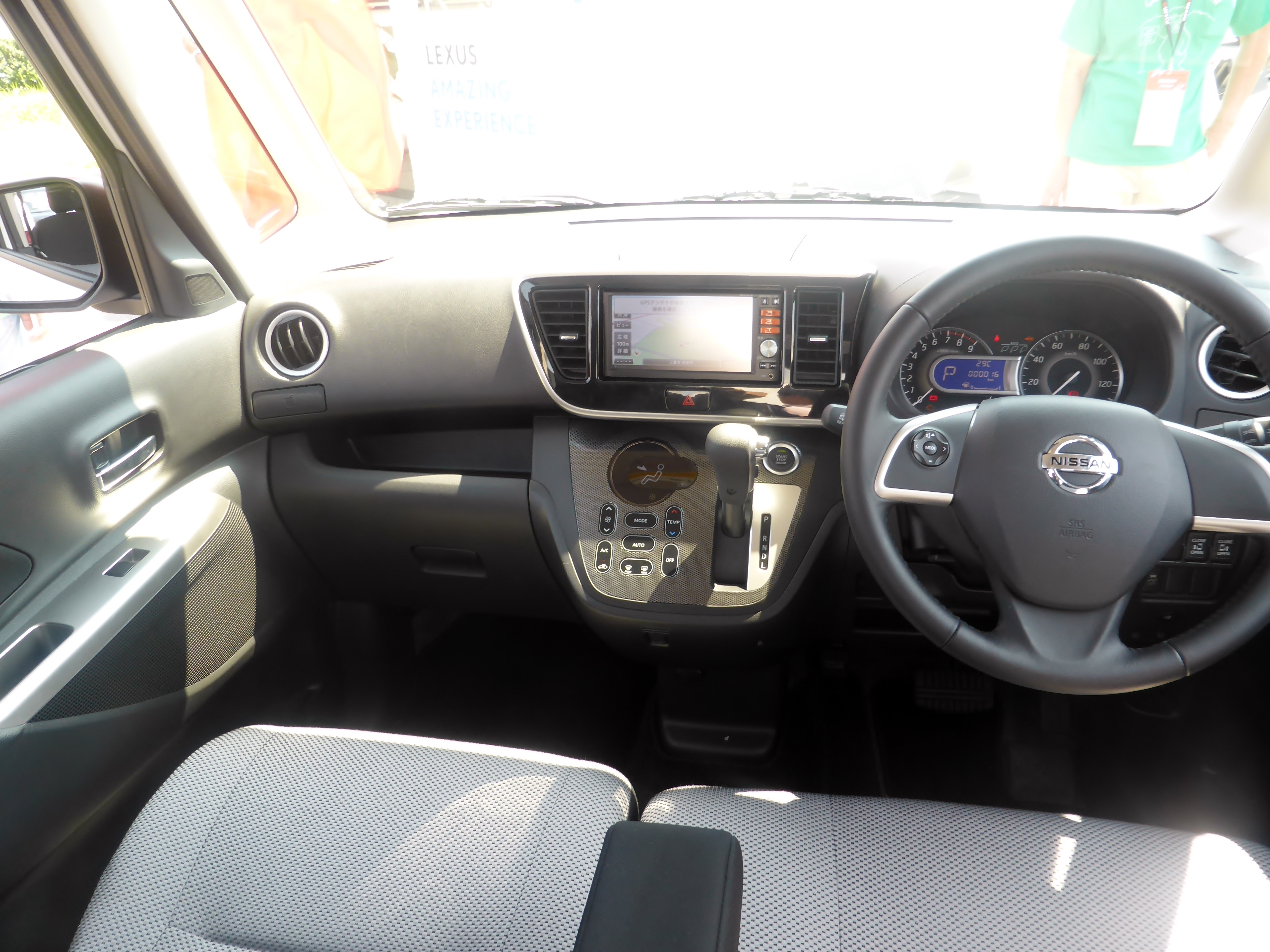
2014年2月販売型 ライダーブラックライン インテリア
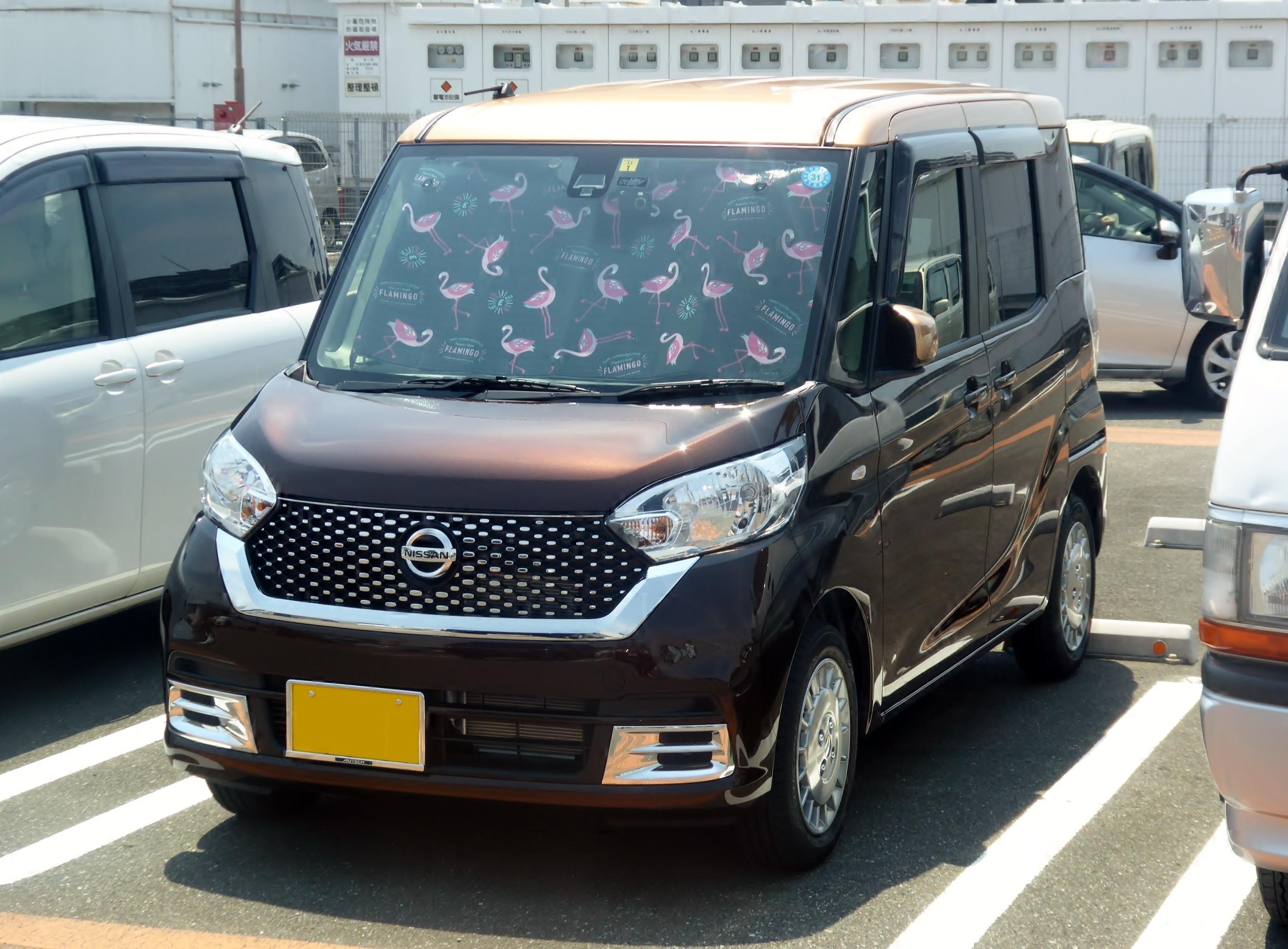
2016年12月改良型 ボレロ
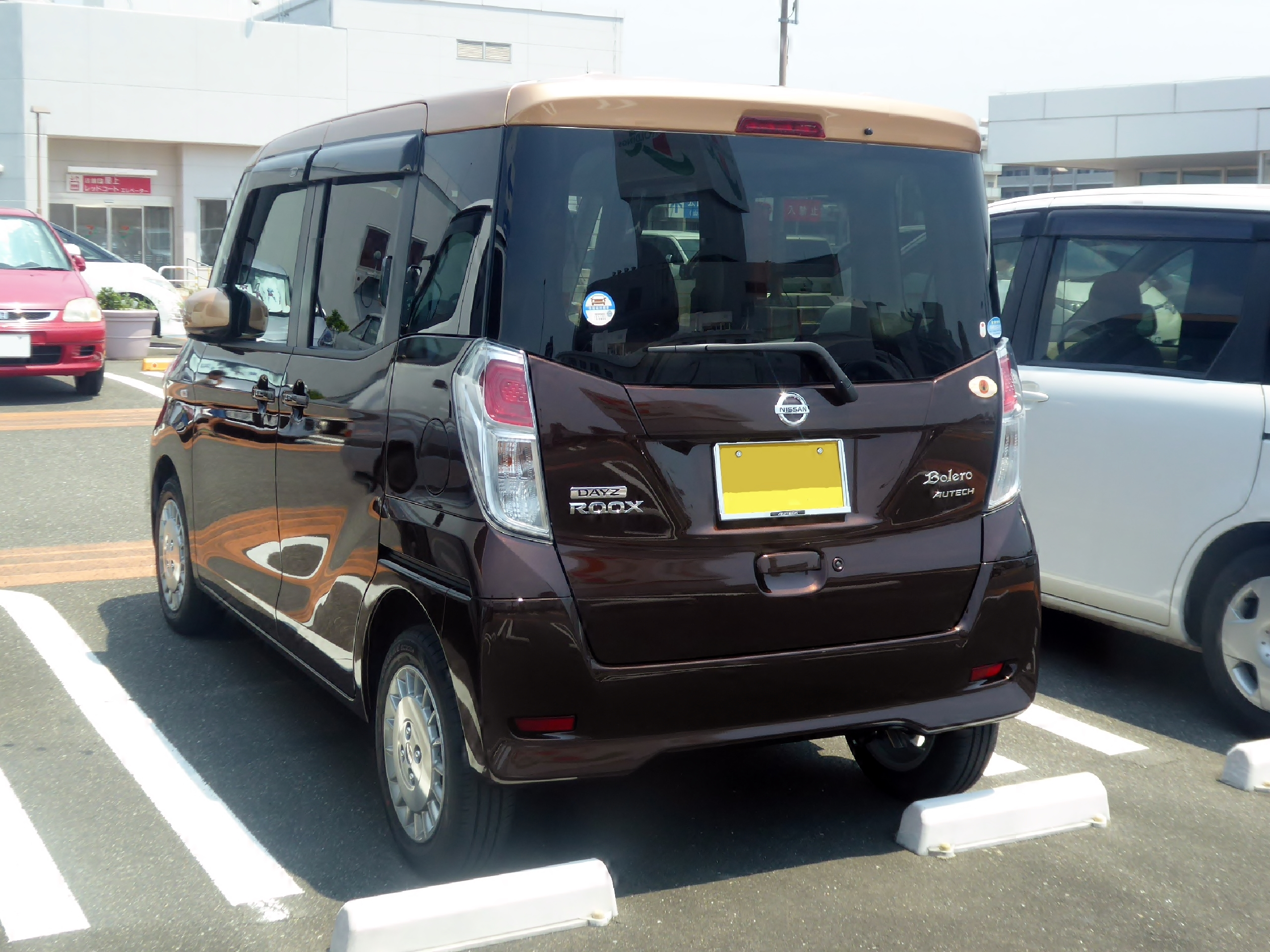
2016年12月改良型 ボレロ リヤ